# Sveriges Farmaceuter
Sveriges Farmaceuter är ett fack- och professionsförbund som organiserar akademiker och tillhör därför Saco:s paraplyorganisation. Sveriges Farmaceuter är det enda fackförbundet i Sverige som är exklusivt till för apotekare och receptarier.
Sveriges Farmaceuter organiserar personer som är utbildade farmaceuter, det vill säga med avlagd examen eller studier till apotekare, farmacie magister, receptarie eller farmacie kandidat. Man kan även bli antagen som medlem om man studerat andra farmacevtiska karaktärsämnen eller har sitt arbetsområde i den svenska läkemedelsbranschen. 
Förbundet grundades 1903 och hette fram till 2012 Sveriges Farmacevtförbund.
Förbundets huvuduppgift: "Sveriges Farmaceuters främsta uppgift är att stötta våra medlemmar i fackliga frågor samt att utveckla och marknadsföra farmaceuternas, apotekares och receptariers, kompetens och stärka farmaceuternas professionella villkor."

## Organisation och medlemmar
Förbundet organiserar sig genom sektioner, där medlemmar tillhör en sektion beroende på vilken arbetsmarknadssektor medlemmen tillhör. Sektionerna som finns är följande: apotek, offentlig, industri samt student. Sektionerna har egna sektionsstyrelser och varje sektion är även representerad i förbundets centrala styrelse. Ledamöterna till sektionerna och förbundsstyrelsen väljs vart tredje år på förbundets fullmäktigemöten. 
Förbundet organiserar främst yrkesverksamma medlemmar (utbildade apotekare eller receptarier) inom apoteksbranschen, läkemedelsindustrin samt offentlig sektor (myndigheter och landsting). Förbundet organiserar även studenter som studerar på något av de apotekar- och receptarieprogrammen som finns i Sverige, på följande lärosäten: Uppsala universitet, Göteborgs universitet, Umeå universitet samt Linnéuniversitet.

## Internationellt
Sveriges Farmaceuter är Sveriges representant i NFU (Nordisk Farmaceut Union), FIP (Federation Internationale Pharmaceutique/International Pharmaceutical Federation) samt EPhEU.

## Årets Farmaceut
Årets Farmaceut är föreningens årliga utmärkelse, som delas ut till en apotekare eller receptarie som satt avtryck inom och/eller utanför farmacin. Listan på pristagare rymmer allt från Losec-uppfinnare och FIP-presidenter till tongivande receptarier på apoteksgolvet.
Utmärkelsen tilldelas ”en i Sverige verksam farmaceut som genom sina insatser inom den praktiska farmacin har bidragit till att förstärka, utveckla eller befästa farmacins roll i samhället”. Priset instiftades 1983 av dåvarande Bristol Myers AB och delas ut av Sveriges Farmaceuters styrelse. Priset består av 10 000 kronor.

## Ledning
Sveriges farmaceuter består av fyra sektioner: apotekssektionen, industrisektionen, offentligsektionen samt studentsektionen. Samtliga sektioner representeras i förbundsstyrelsen som fram till ordinarie fullmäktige 2025 består av följande:
Arbetsutskott/presidium
- Agnieszka Madej, ordförande (Industrisektionen)
- Helene Rosvall, förste vice ordförande (Industrisektionen)
- Kristina Maté, andre vice ordförande (Apotekssektionen)
- Sonny Larsson, ersättare till Kristina Maté

Ledamöter
- Frida König, Apoteksektionen
- Marianne Andersson, Industrisektionen
- Sofia Kälvemark Sporrong, Offentligsektionen
- Josef Edelsvärd, Studentsektionen

Personliga ersättare
- Gustav Ålander, Apotekssektionen
- Shahpar Ghobadi, Industrisektionen
- Christina Ljungberg Persson, Offentligsektionen